# Nemestrinus hirsutus
Nemestrinus hirsutus är en tvåvingeart som beskrevs av Joseph Charles Bequaert 1932. Nemestrinus hirsutus ingår i släktet Nemestrinus och familjen Nemestrinidae. Inga underarter finns listade i Catalogue of Life.